# Gertrud Rask
Gertrud Nielsdatter Rask (též Gjertrud Rasch a Giertrud Rasch) (1673, Vebbestad – 21. prosince 1735, Nuuk, Grónsko) byla norská misionářka a manželka misionáře Hanse Egedeho.

## Životopis

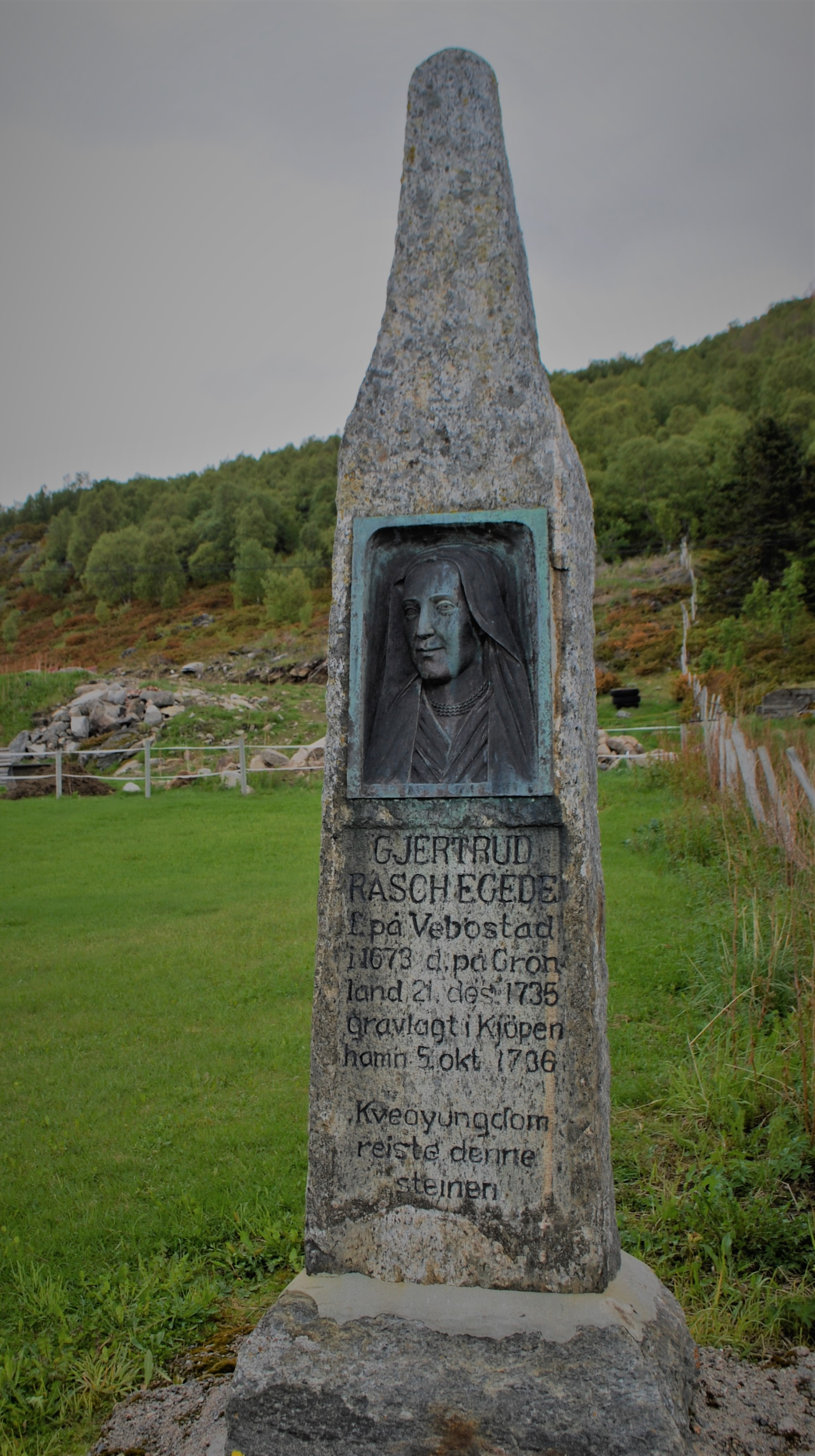
Památník Gertrudy Rask v Kvæfjordu v Norsku

Gertrud Rask se narodila v roce 1673 ve Vebbestadu. Byla dcerou majitele statku Nielse Nielsena Rasche (asi 1641-1704) a jeho manželky Nille Nielsdatter († asi 1716). O prvních zhruba 30 letech jejího života v malé vesnici Vebbestad (Kvæfjord) na ostrově Kveøya na Lofotách není nic známo a jistý není ani rok jejího narození.
V létě roku 1707 se v Kvæfjordu provdala za o 13 let mladšího Hanse Egedeho (1686-1758), který byl právě jmenován kaplanem ve Våganu. Manželé měli šest dětí, z nichž dvě zemřely jako kojenci. Čtyři přeživší děti byly Poul Hansen Egede (1709-1789), Niels Rasch Egede (1710-1782), Kirstine Matthea Egede (1715-1786) a Petronelle Egede (1716-1805). Gertrudin bratr Niels Rask byl velrybář a o Grónsku tak věděl již dříve., Hans Egede se začal o arktickou zemi zajímat kolem roku 1709. Když Hans Egede začal proselytovat obyvatele Grónska, byla zpočátku proti, ale kolem roku 1710 ji manžel přesvědčil a ona ho v jeho plánech podpořila. V roce 1718 se manželé s dětmi přestěhovali do Bergenu, tehdejšího obchodního centra skandinávského velrybářství, aby Hans Egede mohl své plány dokončit.
Nakonec se mu podařilo získat královu podporu a 12. května 1721 se šestičlenná rodina spolu s dalšími 25 kolonisty vydala na cestu do Grónska, kam dorazila 3. července 1721. Prvních sedm let žili v kolonii Håbets Ø. Gertrud Rask se jako žena v domácnosti starala o výchovu jejich čtyř dětí, ale čas od času si do domácnosti brala i grónské děti, aby její manžel mohl udržovat lepší kontakt s místním obyvatelstvem. Starala se také o nemocné Gróňany. Život v prvních letech kolonizace byl těžký a v roce 1728 byla kolonie přesunuta do míst dnešního Nuuku, kde dostala jméno Godthaab.
Když nový král Kristián VI. na přelomu let 1730 a 1731 nařídil kolonizaci Grónska ukončit, Hans Egede odmítl a zůstal v kolonii i se svou rodinou, zatímco většina ostatních kolonistů se vrátila do Evropy. Kolonizace byla obnovena v roce 1733 a lodní doprava mezi Grónskem a Dánskem a Norskem se opět zvýšila. V důsledku toho se v témže roce objevila epidemie neštovic, které padla za oběť velká část grónského obyvatelstva. Gertrud Rask ošetřovala mnoho nemocných, ale nedokázala zabránit jejich smrti. Bylo jí již kolem 60 let a nakonec se začalo zhoršovat i její vlastní zdraví. Onemocněla již v dubnu 1734 a v září 1735 ležela na lůžku sužovaná bolestmi, než o tři měsíce později zemřela.
Hluboce zarmoucený manžel odcestoval v roce 1736 s jejími ostatky do Dánska. Gertrud Rask byla stejně jako Hans Egede v roce 1758 pohřbena na hřbitově kodaňského kostela svatého Mikuláše, který byl na počátku 19. století zničen.